# Olympische Sommerspiele 2000/Softball
Bei den Olympischen Sommerspielen 2000 in der australischen Metropole Sydney wurde ein Wettbewerb im Softball ausgetragen.
Mit dem Olympischen Baseballturnier fand ein entsprechender Wettbewerb für die Männer statt.
Austragungsort war das Blacktown Softball Stadium.

## Medaillengewinnerinnen
| Gold | Silber | Bronze |
| --- | --- | --- |
| Vereinigte Staaten Dot Richardson Laura Berg Lisa Fernandez Crystl Bustos Jennifer Brundage Michele Smith Sheila Douty Stacey Nuveman Leah O’Brien Christie Ambrosi Jennifer McFalls Danielle Henderson Christa Lee Williams Lori Harrigan Michelle Venturella | Japan Haruka Saito Misako Ando Reika Utsugi Noriko Yamaji Miyo Yamada Shiori Koseki Kazue Itō Emi Naito Hiroko Tamoto Mariko Masubuchi Yoshimi Kobayashi Naomi Matsumoto Yumiko Fujii Taeko Ishakawa Juri Takayama | Australien Sandy Allen-Lewis Joanne Brown Kerry Dienelt Peta Edebone Sue Fairhurst Silina Follas Fiona Hanes Kelly Hardie Tanya Harding Sally McCreedy Simmone Morrow Melanie Roche Natalie Titcume Natalie Ward Brooke Wilkins |

## Ergebnisse

### Vorrunde
| Rang | Nation             | Sp | S | N | RF | RA | Pct.  |
| ---- | ------------------ | -- | - | - | -- | -- | ----- |
| 1    | Japan              | 7  | 7 | 0 | 18 | 7  | 1,000 |
| 2    | Australien         | 7  | 6 | 1 | 22 | 5  | 0,857 |
| 3    | China              | 7  | 5 | 2 | 26 | 4  | 0,714 |
| 4    | Vereinigte Staaten | 7  | 4 | 3 | 19 | 6  | 0,571 |
| 5    | Italien            | 7  | 2 | 5 | 3  | 27 | 0,286 |
| 6    | Neuseeland         | 7  | 2 | 5 | 12 | 22 | 0,286 |
| 7    | Kuba               | 7  | 1 | 6 | 6  | 30 | 0,143 |
| 8    | Kanada             | 7  | 1 | 6 | 13 | 18 | 0,143 |

| Datum         | Uhr   | Begegnung          | Begegnung | Begegnung | Begegnung | Begegnung          |
| ------------- | ----- | ------------------ | --------- | --------- | --------- | ------------------ |
| 17. September | 10:30 | Kanada             | 0         | -         | 6         | Vereinigte Staaten |
| 17. September | 13:00 | Italien            | 0         | -         | 5         | China              |
| 17. September | 17:30 | Kuba               | 1         | -         | 4         | Japan              |
| 17. September | 20:00 | Neuseeland         | 2         | -         | 3         | Australien         |
| 18. September | 10:30 | China              | 1         | -         | 3         | Japan              |
| 18. September | 13:00 | Kuba               | 0         | -         | 3         | Vereinigte Staaten |
| 18. September | 17:30 | Neuseeland         | 3         | -         | 2         | Kanada             |
| 18. September | 20:00 | Australien         | 7         | -         | 0         | Italien            |
| 19. September | 10:30 | Japan              | 2         | -         | 1         | Vereinigte Staaten |
| 19. September | 13:00 | Italien            | 1         | -         | 0         | Kuba               |
| 19. September | 17:30 | Neuseeland         | 0         | -         | 10        | China              |
| 19. September | 20:00 | Australien         | 1         | -         | 0         | Kanada             |
| 20. September | 10:30 | Neuseeland         | 6         | -         | 2         | Kuba               |
| 20. September | 13:00 | Japan              | 1         | -         | 0         | Australien         |
| 20. September | 17:30 | Kanada             | 7         | -         | 1         | Italien            |
| 20. September | 20:00 | China              | 2         | -         | 0         | Vereinigte Staaten |
| 21. September | 10:30 | Neuseeland         | 0         | -         | 1         | Italien            |
| 21. September | 13:00 | Vereinigte Staaten | 1         | -         | 2         | Australien         |
| 21. September | 17:30 | Kuba               | 0         | -         | 7         | China              |
| 21. September | 20:00 | Japan              | 4         | -         | 3         | Kanada             |
| 22. September | 10:30 | Vereinigte Staaten | 2         | -         | 0         | Neuseeland         |
| 22. September | 13:00 | Kanada             | 1         | -         | 2         | Kuba               |
| 22. September | 17:30 | China              | 0         | -         | 1         | Australien         |
| 22. September | 20:00 | Japan              | 2         | -         | 0         | Italien            |
| 23. September | 10:30 | Australien         | 8         | -         | 1         | Kuba               |
| 23. September | 13:00 | China              | 1         | -         | 0         | Kanada             |
| 23. September | 17:30 | Neuseeland         | 1         | -         | 2         | Japan              |
| 23. September | 20:00 | Vereinigte Staaten | 6         | -         | 0         | Italien            |

### Finalrunde
|  | Halbfinale | Halbfinale         | Halbfinale         |   |            | Spiel um Bronze | Spiel um Bronze | Spiel um Bronze |                    |   | Finale | Finale | Finale |
|  |            |                    |                    |   |            |                 |                 |                 |                    |   |        |        |        |
|  | 1          | Japan              | 1                  |   |            |                 |                 |                 |                    |   |        |        |        |
|  | 2          | Australien         | 0                  |   |            |                 |                 |                 |                    | 1 | Japan  | 1      |        |
|  | 2          | Australien         | 0                  | 2 | Australien | 0               |                 |                 |                    | 1 | Japan  | 1      |        |
|  |            |                    |                    | 2 | Australien | 0               |                 | 4               | Vereinigte Staaten | 2 |        |        |        |
|  |            | 4                  | Vereinigte Staaten | 1 |            |                 |                 | 4               | Vereinigte Staaten | 2 |        |        |        |
|  | 3          | 4                  | Vereinigte Staaten | 1 | China      | 0               |                 |                 |                    |   |        |        |        |
|  | 3          |                    |                    |   | China      | 0               |                 |                 |                    |   |        |        |        |
|  | 4          | Vereinigte Staaten | 3                  |   |            |                 |                 |                 |                    |   |        |        |        |